# كيم سونيونغ
كيم سونيونغ (بالكورية: 김수녕) هي لاعبة أولمبية لرياضة نبالة من كوريا الجنوبية. شاركت في الأولمبياد الصيفي في 1988–2000، وفازت بما مجموعه 6 ميداليات.

## الميداليات
| ذهب | فضة | برونز | المجموع |
| 4   | 1   | 1     | 6       |

## روابط خارجية
- كيم سونيونغ على موقع الاتحاد الدولي للرماية بالسهام (الإنجليزية)
- كيم سونيونغ على موقع اللجنة الأولمبية الدولية (الإنجليزية)
- كيم سونيونغ على موقع أوليمبيديا (الإنجليزية)